# Tyran

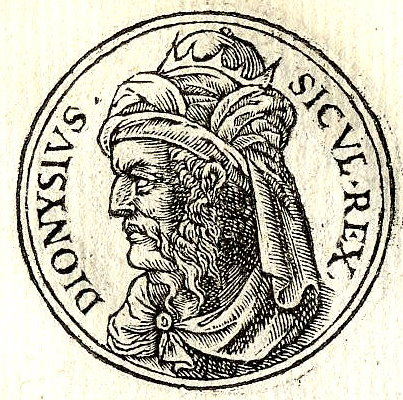
Tyran (Dionizjos I)

Tyran (gr. τύραννος tyrannos) – osoba sprawująca nieograniczoną władzę, często zdobytą niezgodnie z prawem. Rządy tyrana (lub tyranów) noszą nazwę tyranii.

## Historia
Termin ma pochodzenie małoazjatyckie i został zapożyczony przez Greków z luwijskiego tarwana „sędzia” lub ugaryckiego zuranu „książę”. Pierwotne znaczenie słowa nie nosiło obecnego znaczenia i oznaczało jednostkę, która dokonywała przewrotu w mieście-państwie i obejmowała pełnię władzy. Pierwsze znane użycie pojawia się w VII wieku p.n.e. w wierszach poety Archilocha z Paros, a dotyczyło Gygesa. Tyran był zazwyczaj przywódcą ludu w walce z oligarchami i cieszył się jego poparciem. Wielu tyranów było prawodawcami lub kodyfikatorami istniejących praw, a greckie poleis przeżywały pod ich rządami rozkwit gospodarczy i kulturalny.
Jednym z pierwszych tyranów był Kypselos, władca Koryntu w VII w. p.n.e., który obalił rządy oligarchów, a następnie przekazał władzę synowi. Dziedziczenie władzy w tyraniach było jednak wyjątkiem. Rozkwit tyranii to VI w. p.n.e.: Klejstenes rządził Sykionem i uniezależnił to miasto od Argos, Polikrates doprowadził do rozkwitu Samos, Pizystrat objął władzę w Atenach w roku 560 p.n.e., po nim rządy przejmowali jego synowie.
Rozwój demokracji w Atenach sprawił, że określenie tyran nabrało negatywnych konotacji. Rządy Trzydziestu Tyranów, ustanowione przez Spartę po klęsce Aten w wojnie peloponeskiej, nie były tyranią w dosłownym znaczeniu słowa. Tyrani Syrakuz rządzili jeszcze w czasie rozkwitu demokracji w Atenach, trwanie ich rządów spowodowane było zagrożeniem ze strony Kartaginy. Gelon, Hieron I, Dionizjos Starszy, Dionizjos Młodszy i Hieron II utrzymywali wystawne dwory i byli patronami kultury. Dionizjos Starszy przez jakiś czas gościł u siebie Platona i Arystypa.
W mowie którą Herodot włożył w usta Otanesa zawarł potępienie rządów jednostki : Jakżeż mogłoby jedynowładztwo być dobrą instytucją, skoro mu wolno bez odpowiedzialności czynić co zechce? Wszak nawet najlepszego ze wszystkich ludzi, jeśli osiągnie takie panowanie, odwiodłoby ono od zwyczajnego mu sposobu myślenia. Po wygnaniu z Aten Hippiasza Lacedemończycy (...) widząc, jak Ateńczycy rosną w siłę i bynajmniej nie są skłonni ich słuchać, doszli do przekonania, że lud attycki, gdyby był wolny, dorównałby ich własnej potędze, uciskany zaś tyranią będzie słaby i gotowy do posłuszeństwa. Na naradzie Związku Peloponeskiego Sosikles z Koryntu powiedzieć miał wówczas: nad tyranię nie ma wśród ludzi nic bardziej niesprawiedliwego i krwią zbroczonego.
Według Arystotelesa tyran: Sam nieodpowiedzialny, panuje nad wszystkimi, równymi jak i lepszymi od siebie, ku swej jedynie korzyści, a nie ku pożytkowi podwładnych. Toteż nie ma oparcia w ich zgodzie, bo żaden wolny człowiek nie znosi dobrowolnie takiej władzy.
Ajsymneci byli określani jako obieralni tyrani.